# MultiCash Transfer
MultiCash Transfer, nebo také MCT je bankovní aplikace typu klient–server určená pro korporátní klienty, která umožňuje ovládat z jedné aplikace bankovní účty vedené u různých bank.
Aplikace MultiCash Transfer poskytuje následující možnosti:
- ovládat více bankovních účtů různých bank, včetně zahraničních z jedné aplikace,
- propojení s účetními aplikacemi,
- zadávat příkazy k převodu a jiné bankovní transakce,
- zjišťovat zůstatky na účtu, nebo ověřovat zpětně pohyby na účtu,
- plná automatizace platebního styku.

Serverová část MultiCash Transfer je obvykle nasazená přímo na serveru klienta (firmy), která přímo komunikuje se servery v cílových bankách. Klientská část je ve formě tenkého klienta běžícího v internetovém prohlížeči. Aplikace však může být bez uživatelského rozhraní a plně automatizovaně zajišťovat komunikaci mezi bankou a účetním softwarem firmy. 
Pro komunikaci s bankami používá aplikace nejčastěji vlastní protokol MCFT (MultiCash File Transfer, založený na EPFT) nebo EBICS (dle připojené banky), umožňuje však používat i jiné komunikační protokoly. Všechny přenosy jsou šifrované. Příkazy k platbě a další bankovní operace se autorizují pomocí elektronických podpisů (softwarový podpis jako soubor, čipová karta, token,...) a je možné i dvoufázové ověřování.